# Чха (тибетская буква)

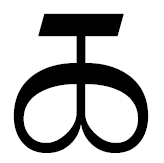

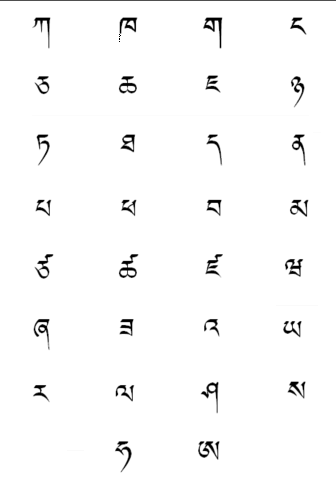

Чха (ཆ; вайли cha) — шестая буква тибетского алфавита, может быть только слогообразующей буквой, образует две инициали с приписными буквами маик и ачунг с которыми не сочетается буква чаик.

## Буквенное обозначение чисел
- — 6 (чха — пара). *  (чхагигучхи) — 36. *  (чхажабкьючху) — 66 (чху — вода).
- (чхадренбучхэ) — 96 (чхэ — увеличиваться). *  (чханарочхо) — 126 (чхо — направлять).

Раздел буквы чха в тибетском словаре занимает около четырёх процентов.

Чхё (чё) — дхарма
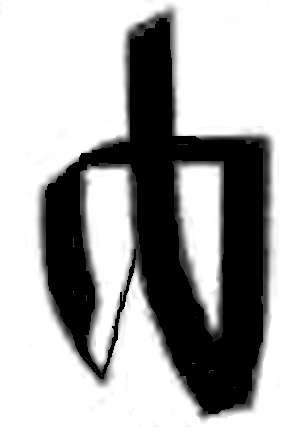
Чха рукописное (умэ)
Чха пхакпа

## Инициали
- Маочхачха
- Аочхачха